# نيشان توبزيان
نيشان آرا قرابيد توبزيان  ولد في تاريخ 2 نيسان عام 1966 في شتورة -وادي البقاع في لبنان، وتوفي في 27 نيسان 2010 في  يريفان في أرمينيا. وكان معروفًا بكونه رجل دين رسولي أرمني. شغل توبزيان من شهر آب 2002 وحتى نيسان 2010 منصب الأسقف، ومن العام 2006 كان أيضًا أسقف أبرشية أترباتكان الأرمنية في تبريز بإيران الخاضعة لولاية الكرسي الرسولي لكيليكيا.

## السيرة الذاتية
ولد آرا توبزيان في قرية شتورة في وادي البقاع اللبناني في 2 نيسان 1966، وتم تعميده في تاريخ في 13 نيسان 1966. التحق آرا بالمدرسة الابتدائية الأرمنية في زحلة،  وفي سن الثانية عشر التحق بالمدرسة الأرمينية المقدسة التابعة للكرسي الرسولي لكيليكيا في انطلياس. بعد الانتهاء من المدرسة الثانوية التي استغرقت 5 سنوات، أصبح  توبزيان شماسًا في عام 1984. بعد الانتهاء من الكلية، تم تعيينه كاهنًا أعزبًا ومنح اسم نيشان من قِبل كاثوليكوس كاركين الأول سركيسيان في عام 1987. في شباط عام1991، تم إرساله ككاهن زائر إلى أبرشية أترباتكان في تبريز في إيران. وفي أيار 1991، تم تعيينه من قبل كاركين الأول في منصب الميراث البابوي لأترباتاكان. وفي آب 2002، تم انتخابه كاهنًا لأبرشية أديرباداجان. وقام الكاثوليكوس الجديد في كيليكي آرام الأول بتعيينه أسقف أترباتاكان في 4 حزيران 2006.
خلال عهد تولي نيشان منصب أسقف أترباتاكان، تم تجديد الكنائس الأرمنية الأربع في تبريز وهي كنيسة القديسة مريم وكنيسة القديس سركيس وكنيسة القديسة مريم في مارالان وكنيسة شوغكات، وتم  كذلك تجديد منصب الأسقف. جرى كذلك بناء كنيسة جديدة في ارومیه. عندما كان توبزيان أسقفًا، تم بناء مجمع أرارات الثقافي في تبريز في شارع فالمان (مقابل كنيسة تبريز المشيخية) بالقرب من شارع شريعتي الجنوبي وحي بارون أفاك مع كنيسة القديس سركيس الأرمنية في تبريز. وبفضل الجهود التي بذلها نيشان توبزيان وكهنة أرمن آخرون بالتعاون مع الحكومة الإيرانية، تم في 8 تموز عام 2008 إدراج ثلاثة مجمعات كنائس قديمة لأبرشية أترباتاكان إلى قائمة التراث العالمي لليونسكو تحت اسم مجموعات الرهبانية الأرمنية في إيران: دير القديس إستبانوس (بالأرمنية: Սուրբ Ստեփանոս վանք؛ بالفارسية: کلیسای استفانوس مقدس) وكتيسة زور زور (بالأرمنية: Ծոր Ծորի Սուրբ Աստվածածնի մատուռ؛ بالفارسية: کلیسای زور زور).
زار توبزيان نهر آراس بالقرب من جلفا عدة مرات، حيث لاحظ تدمير المقبرة الأرمنية القديمة في جلفا بجمهورية أذربيجان على الضفة المقابلة للنهر من قبل الجنود الأذربيجانيين بين عامي 1997 -2006. وبمساعدة رجال الدين الأرمن والخبراء الإيرانيين المختصين بالعمارة، قام بتصوير الجنود وهم يدمرون الخاتشكار وشواهد القبور، وكتب العديد من المقالات في صحيفة أليك بطهران، حيث تم عرض تلك على جمهور أكبر.

## اللغات
يتقن توبزيان اللغة الأرمنية الغربية التي تعد لغته الأم إلى جانب العربية، كما أنه يجيد اللغة الأرمنية الشرقية والفارسية والأذربيجانية.

## الوفاة والجنازة

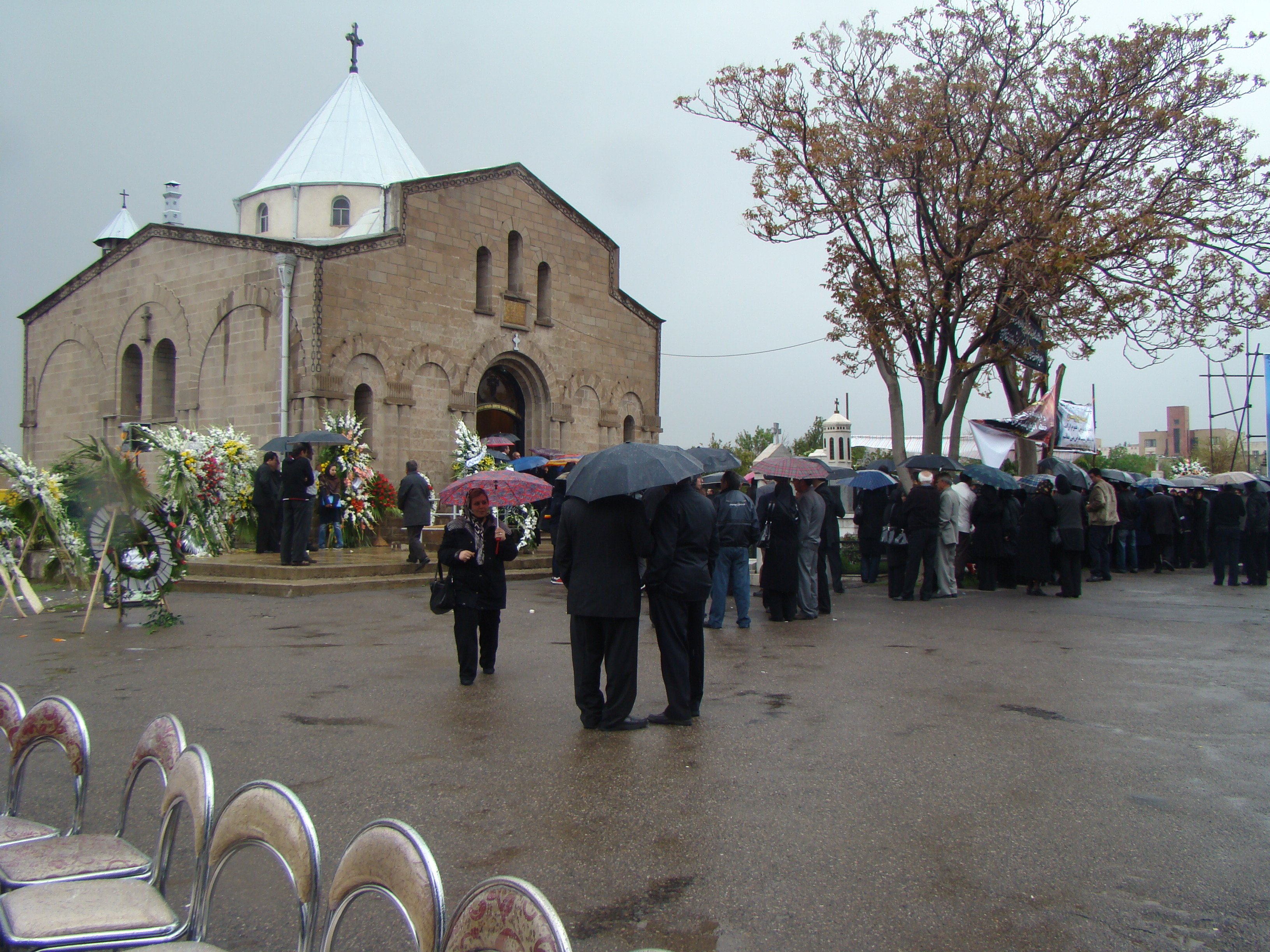
نيشان توبزيان في كنيسة شوغكات في تبريز، 5 أيار عام 2010

في عام 2010، أصيب توبزيان بسرطان الكبد وتم نقله للعلاج في مركز Nork-Marash الطبي في يريفان في بداية شهر نيسان من العام 2010، ولكن بعد فوات الأوان. في 27 نيسان 2010، توفي توبزيان عن عمر يناهز 44 عامًا.
في 2 أيار 2010، أقيمت خدمة سر مسحة المرضى في كنيسة القديس هاكوب في كاناكر بأرمينيا من قبل الأسقف أرارات كالتاكجيان من أتشمياد رئيس الأساقفة سيبوه سرجسيان في طهران والأسقف بابكن تشاريان من أصفهان. تم دفن توبزيان في تبريز في المقبرة الأرمنية بجوار كنيسة شوغكات في تبريز في 5 أيار عام 2010.

## روابط خارجية
- In Memoriam: Nshan Topouzian, the bishop of Aderbadagan. Bishop Nshan Topouzian (1966-2010), Prelate of the Armenian Diocese of Aderbadagan (Iran). Orthodoxy Cognate Page, OCP Media Network, 29 April 2010.